# Крайнов, Станислав Романович
Станислав Романович Крайнов (1928—2007) — учёный-геолог, гидрогеолог, лауреат премии имени Ф. П. Саваренского (1983).

## Биография
Родился 20 сентября 1928 году в Москве.
В 1952 году — окончил гидрогеологический факультет Московского геологоразведочного института имени С. Орджоникидзе (МГРИ).
После окончания ВУЗа около 50 лет проработал во Всесоюзном научно-исследовательском институте гидрогеологии и инженерной геологии (ВСЕГИНГЕО), пройдя путь от младшего научного сотрудника до заведующего лабораторией гидрогеохимии.
Умер 10 мая 2007 года.

## Научная и общественная деятельность
Результатом 20-летних исследований С. Р. Крайнова во ВСЕГИНГЕО явилась защита им докторской диссертации и издание монографии по геохимии редких элементов в подземных водах.
В диссертации и монографии были изложены новые данные по геохимии редких элементов, полученные в результате работ на Кольском полуострове, Урале, Кавказе, Забайкалье, Приморье и других горноскладчатых областях. Впервые были рассмотрены формы миграции редких элементов в подземных водах и их изменение в зависимости от кислотно-щелочных и окислительно-восстановительных условий. Большое внимание было уделено рудообразующей роли подземных вод, обогащенных редкими элементами и вопросам рудопоисковой гидрогеохимии.
В последующие годы до последних дней своей жизни С. Р. Крайнов интересовался широким кругом теоретических, прикладных и экологических проблем гидрогеохимии. При решении этих проблем он широко использовал физико-химический подход и компьютерное моделирование. Это позволило ему количественно обосновать новые представления о генезисе хлоридных минерализованных вод и рассолов в массивах кристаллических пород, о причинах разделения геохимической эволюции подземных вод и рассолов по кальциевому и содовому (карбонатному) направлениям, о причинах геохимического разнообразия углекислых подземных вод в массивах кристаллических пород, о формировании инверсионной зональности подземных вод в седиментационных структурах, о других проблемах геохимической эволюции состава подземных вод и рассолов в глубоких структурах земной коры. Очень существенны достижения С. Р. Крайнова в прикладных проблемах гидрогеохимии (геохимия нормируемых элементов, эколого-геохимическое состояние подземных вод, прогноз изменения и управление качеством подземных вод и др.).
Автор около 200 научных работ, которые составляют фундамент современного знания по различным вопросам геохимии подземных вод, а также учебника для вузов «Гидрогеохимия» (Недра, 1992).
Академик РАЕН (1997), член редколлегии журнала «Геохимия»

## Монографии, изданные в последние годы (в соавторстве)
- Основы геохимии подземных вод (Недра, 1980)
- Геохимия подземных вод хозяйственно-питьевого назначения (Недра, 1987)
- Методы геохимического моделирования и прогнозирования в гидрогеологии (Недра, 1988)
- Геохимия подземных вод. Теоретические, прикладные и экологические аспекты (Наука, 2004)

## Награды
- Премия имени Ф. П. Саваренского (совместно с В. М. Швецом, за 1983 год) — за монографию «Основы геохимии подземных вод»
- Заслуженный деятель науки Российской Федерации (2001)
- Знак Почётный разведчик недр